# Ida Aidanpää

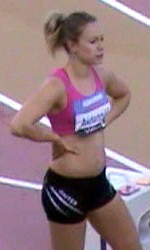

Ida Karolina Aidanpää, född 25 november 1988 i Örnäsets församling i Luleå, är en friidrottare med 100 meter häck som huvudgren.
Ida Aidanpää kommer från svenska Övertorneå och tävlar för Aavasaksan Urheilijat, en klubb i finska Övertorneå. Hon har både svenskt och finskt medborgarskap och valde som sjuttonåring att internationellt representera Finland. Hon vann finska mästerskapet i 100 m häck år 2010 och blev trea i samma gren år 2009. 2011 vann hon finska mästerskapet i 60 meter häck inomhus. Hon blev fyra i Finnkampen 2009 och trea i Finnkampen 2010. Båda gångerna i 100 m häck. Hon studerar på handelshögskolan vid Åbo Akademi. Tvillingsystern Emma är också friidrottare.